# 928 Hildrun
928 Hildrun è un asteroide della fascia principale del diametro medio di circa 66,49 km. Scoperto nel 1920, presenta un'orbita caratterizzata da un semiasse maggiore pari a 3,1329450 UA e da un'eccentricità di 0,1515961, inclinata di 17,64401° rispetto all'eclittica.
Il nome per questo asteroide è stato scelto a caso dal popolare calendario Lahrer Hinkender Bote, pubblicato nella città di Lahr/Schwarzwald, in Germania.